# Monaster Świętych Piotra i Pawła w Świtazi
Monaster Świętych Piotra i Pawła – męski klasztor w Świtazi, eparchii włodzimiersko-wołyńskiej Ukraińskiego Kościoła Prawosławnego Patriarchatu Moskiewskiego.

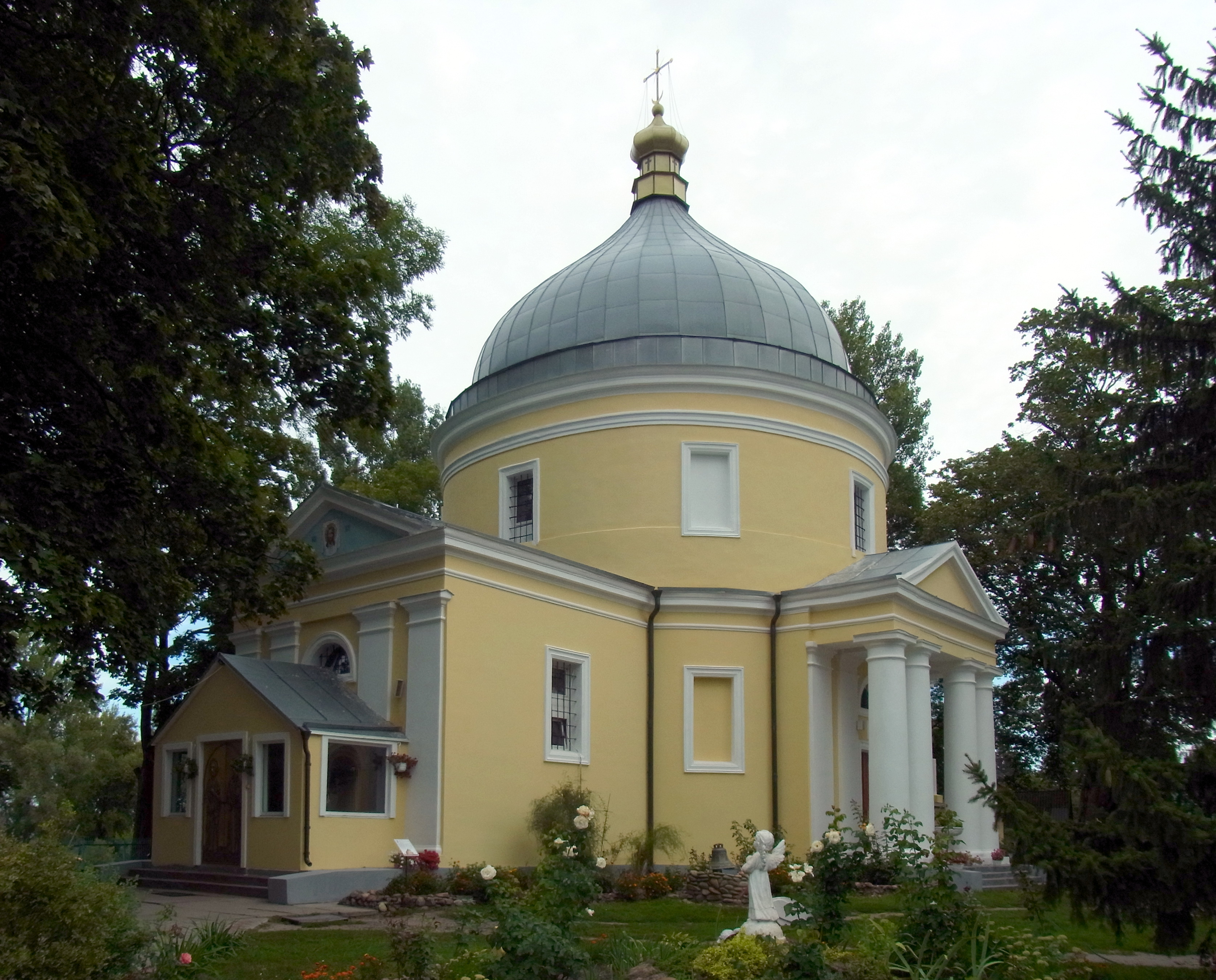
Cerkiew Świętych Piotra i Pawła z 1846

Monaster został założony w 2002 przy działającej od 1846 cerkwi Świętych Piotra i Pawła ufundowanej przez dawnych właścicieli wsi – Branickich. W rok po jego oficjalnym powołaniu do życia przy świątyni, do tej pory parafialnej, rozpoczęła się budowa budynku mieszkalnego dla mnichów z domową świątynią Ikony Matki Bożej „Wspomagająca Chlebem”, który nadal nie został wykończony. Wspólnota powstała jako skit, do rangi monasteru została podniesiona w 2005.
W 2010 w monasterze żyło trzech mnichów i sześciu posłuszników. Zakonnicy utrzymują się z prowadzenia gospodarstwa rolnego. Oprócz regularnego odprawiania Świętej Liturgii w świątyniach monasterskich, opiekują się również kaplicą na terenie rezerwatu „Jeziora Szackie”.